# Drop C
A afinação Drop C é uma afinação que deixa o som mais pesado, e como no Drop D, ela é usada para executar um número maior de acordes. A afinação em si, nada mais é que abaixar um tom em todas as cordas, e na corda mais grave (o MI), "dropá-la" em DÓ, assim, tônica, quinta e oitava formam uma pestana e como também, as três cordas graves soltas soam a nota Dó.
Bandas de Heavy Metal como Gojira, Mastodon, Static-X, System of a Down, Metallica (somente no álbum St. Anger), Slayer (majoritariamente no álbum Diabolus In Musica), Rammstein, Oficina G3 (somente o guitarrista Celso Machado), For Today, P.O.D, Bullet for My Valentine e Killswitch Engage a usam. Bandas de outros gêneros musicais como Sonic Youth, Royal Blood (banda), Supercombo e Nirvana também.